# The Pit (videogioco)
The Pit è un videogioco arcade sviluppato dall'azienda britannica AW Electronics e prodotto nel 1982 dalla britannica Zilec Electronics e, su licenza,  dalla Centuri negli Stati Uniti e dalla Taito in Giappone. Venne convertito nel 1983 anche per i computer Commodore 64 e Commodore VIC-20. Si basa sul controllo di un personaggio che scava gallerie nel sottosuolo, causando la caduta di rocce (il titolo è traducibile "la fossa" o "la miniera"). 

## Modalità di gioco
Il gioco si svolge in un'area bidimensionale di sottosuolo visto in sezione, a schermata fissa. Nel sottosuolo si trovano rocce sepolte, gemme da raccogliere, alcune gallerie già scavate e due camere con pareti non scavabili. Il giocatore controlla un piccolo minatore che scende da un'astronave sulla superficie in alto a sinistra. Il minatore può muoversi in orizzontale e verticale, scavando automaticamente la terra, che viene disintegrata un blocco alla volta.
Quando si scava il terreno al di sotto di una delle rocce, un istante dopo essa precipita, e se colpisce il minatore si perde una vita. Occorre anche fare attenzione che le rocce cadute non blocchino il passaggio.
Nelle gallerie si aggirano robot nemici che si introducono da un'altra apertura in superficie. Se un robot arriva addosso al minatore si perde una vita. Il minatore può distruggere i robot sparando raggi, ma può sparare soltanto in orizzontale.
Sul fondo della miniera si trova una camera che contiene le gemme più grandi. Appena il minatore ne raccoglie una, una serie di oggetti letali iniziano a staccarsi e cadere disordinatamente dal soffitto della camera.
L'obiettivo è raccogliere almeno una gemma grande e ritornare in tempo all'astronave, ma riportarne molte concede grossi bonus di punteggio. Al ritorno c'è un passaggio obbligato attraverso una camera più piccola con un pavimento scorrevole che si ritira al passaggio del minatore; la camera va attraversata in fretta, altrimenti si precipita in una vasca di liquido verde dove sguazza un mostro. Raggiunto l'obiettivo si passa a un nuovo livello, praticamente uguale al precedente, ma più veloce. 
Il tempo a disposizione per un livello è rappresentato da un carro armato nemico (nella versione Centuri etichettato Zonker, traducibile "storditore") posto in superficie, che spara continuamente contro il colle che lo separa dall'astronave, distruggendolo progressivamente fino a raggiungere l'astronave, che fugge via.
Nella versione per VIC-20 manca la possibilità di sparare ai robot e la vasca del mostro è sostituita da una trappola graficamente molto semplice.

## Sviluppo
The Pit fu realizzato originariamente dalla AW Electronics di Bridlington, per mano di Andy Walker (fondatore della AW) e Tony Gibbons, che si basarono su hardware Tangerine con modifiche artigianali. Walker racconta che venne sviluppata una macchina a schede multiple che supportava più giochi contemporaneamente, e The Pit era uno dei tre. Tramite la Zilec Electronics di Burton upon Trent la macchina venne presentata a Miami alla Centuri, ma solo The Pit suscitò interesse. Il gioco venne ricreato dalla Centuri come macchina autonoma su altro hardware, con alcune modifiche, come l'orientamento dello schermo in verticale e l'aggiunta della caratteristica scritta "Zonker". La versione britannica fu invece realizzata basandosi sull'hardware di Galaxian da Chris e Tim Stamper, allora dipendenti della Zilec, poi divenuti fondatori di Rare.
La AW rischiò una causa legale con la Atari per via della somiglianza del gioco con Dig Dug, basato su un sistema simile di gallerie e rocce e uscito lo stesso anno, ma risultò che il copyright di The Pit era stato registrato tre settimane prima di quello di Dig Dug.
La Bandai era interessata a produrre un gioco elettronico portatile LCD tratto da The Pit, ma abbandonò l'idea, per poi produrne invece uno con schermo VFD, sempre tratto dal gioco su licenza della AW/Zilec, ma intitolato Zackman (1982). Anche la Tandy Corporation commercializzò una versione occidentale di Zackman (1984).
Le conversioni per computer vennero pubblicate nel 1983-1984, rispettivamente dalla statunitense HesWare per Commodore 64 e dalla britannica Interceptor Micros per VIC-20. La versione C64, piuttosto semplice per le potenzialità della macchina, ottenne giudizi negativi dalle riviste Personal Computer Games 11 britannica e TeleMatch 17 tedesca.
Tra i cloni non autorizzati, uscirono Diamond Mine per Atari 8-bit (rivista Page 6, 1984) e Hell-Hole per BBC Micro (Alligata, 1984).
Peter Liepa, autore del celebre Boulder Dash (1984), cita The Pit come una fonte di ispirazione.